# 刑事部屋〜六本木おかしな捜査班〜
『刑事部屋〜六本木おかしな捜査班〜』（でかべや ろっぽんぎおかしなそうさはん）は、2005年7月6日から9月14日まで、テレビ朝日系列で毎週水曜21:00 - 21:54（JST）に全9話が放送された、東映制作の刑事ドラマ。主演は柴田恭兵。
テレビ朝日系列の水曜21時台に設けられていた刑事ドラマ枠において、それまで定番のシリーズとして放送されてきた『はぐれ刑事純情派』や『はみだし刑事情熱系』が相次いで終了したのを受け、前者が放送されていた年度上半期のうち7月クール（7月 - 9月）にて放送された作品であり、本作品以降も2009年まで、各年度の7月クールにてシリーズ物ではない単独の連続ドラマが制作されていくこととなる。
前出の各シリーズ、それに同じ水曜21時台にて放送されていた『相棒』シリーズとは異なり、本作品では当初一話の中に複数の事件や物語が盛り込まれるというスタイルのエピソードが展開されていたが、番組後半になるにつれ、初期の作風は薄れ一般的な刑事ドラマのように物語が統一化されるようになった。

## あらすじ
東京・六本木の警視庁鳥居坂警察署。六本木ヒルズ、麻布十番も所轄の中に含まれる鳥居坂署の「刑事課・強行犯係第3班」は、管内で起こった窃盗、万引き、痴漢など、他の課から回されてきたものを捜査する班で、他の課からは“ザンパン”と揶揄されている。
そんな“ザンパン”に新しい班長として仙道晴見がやってくる。彼は長い間、事務系の部署である警務部厚生課に所属していた“53歳の新人刑事”であり、しかも彼の任期は3か月だという。

## 登場人物

### 鳥居坂警察署

#### 刑事課強行犯係3班
仙道晴見
演 - 柴田恭兵
強行犯係3班長で警部補。永らく事務系部署（警務部厚生課）に所属し、53歳にして「新人刑事」となったが、実は過去に刑事となったものの、とある出来事がきっかけで自ら異動を希望して離れていた。妻の晶はある事故で意識の戻らないまま入院中である。ボスでありながら腰が低く、部下に対しても常に敬語である。
姫野百合子
演 - 大塚寧々
刑事課強行犯係3班。超多忙なママさん刑事で巡査部長。
越智由記夫
演 - 生田斗真
鳥居坂署の新人刑事。愛称“ポチ”。
鵜飼遊佑
演 - 寺尾聰
鳥居坂署のベテラン刑事。設定上では警部補であるが、第1話で田所が仙道に鵜飼を巡査部長と紹介するなど実際の描写との齟齬も見られる。鳥居坂署の名物不良刑事。

#### 他の関係者
田所守
演 - 石原良純
鳥居坂署刑事課課長で警部。なぜか影では「タヌキ」と呼ばれている。
南原亜紀
演 - 貫地谷しほり
鳥居坂署鑑識係。
五井康夫
演 - 池田努
鳥居坂署地域課巡査。
木崎英二
演 - ガッツ石松
鳥居坂署副署長で警視。
生駒孝美
演 - 土肥美緒（第1話・第2話・第4話 - 第9話）
鳥居坂署の受付窓口担当。
近藤
演 - 樋渡真司（第1話・第3話・第7話・第8話）
鳥居坂署強行犯二係の刑事。
七海
演 - 今泉悠（第2話・第5話・第8話）
鳥居坂署の巡査。
三枝
演 - 滝直希（第3話・第4話・第8話）
鳥居坂署の巡査。
篠崎恵子
演 - 大島蓉子（第4話・第5話）
鳥居坂署の会計課担当。

### その他
ケイ・ヨジン
演 - 中山恵
韓国人留学生。フィットネスクラブでアルバイトをしている。
和久井敏夫
演 - 徳井優
浮浪者。自称「都会の自由人」。
岡島
演 - まいど豊（第2話・第7話・第8話）
鵜飼に様々な情報を提供する男。
権藤壮介
演 - 春田純一（第2話・第8話・第9話）
極竜会の幹部。
前園
演 - 浅井江理名（第2話・第8話）
東和医科大付属病院の看護師。

### ゲスト
第1話「デカベヤに来た53才の新人」
- 長谷川留美（痴漢に遭ったと申し出たホステス） - 横山めぐみ
- 宮原聡子（痴漢の被害者） - 末永遥
- 結城五郎（コンビニ強盗の容疑者） - ダンカン
- 島田（鵜飼に包丁を突きつけた男） - 飯田基祐

第2話「税金泥棒か? ダメ班長の夢」
- 浜田（地元の防犯協会会長） - アニマル浜口
- 亀井きよ（ひったくりに遭った老女） - 森康子
- 木下牧子（ひったくりに遭ったスーパーの経理担当） - 岩崎ひろみ
- 黒田卓哉（牧子の夫の友人） - 井田國彦
- 羽村安男（車の中で生活するタクシー運転手） - パパイヤ鈴木
- 羽村時子（鳥居坂署に相談に訪れた安男の妻） - 藤井佳代子
- 梶竜一（ひったくり犯） - 阿部進之介
- 鎌田千香（ひったくり犯） - 黒澤友子

第3話「大きなお世話、小さな真心」
- 坂巻尋（自宅で亡くなっていた老女） - 由起艶子
- 山辺（検視官・坂巻の死体の検視を行う） - 中村育二
- 倉田光輝（坂巻の隣に住む大学の研究者） - 相島一之
- 浅間美喜子（DVに悩む女性） - 牛尾田恭代
- 浅間（美喜子の夫） - 李鐘浩
- 林邦江（浅間家の隣に住む主婦） - 山田昌

第4話「沈黙の女・手紙の中の300万円」
- 細谷昭一（中学校の教頭） - 清水章吾
- 細谷満代（昭一の妻） - 島かおり
- 細谷竜太（昭一の息子） - 中島菜穂
- 勝又栄子（小料理屋「勝又」の女将） - 柏木由紀子
- 勝又俊介（栄子の息子） - 笠原秀幸
- 高橋剛（ワニの飼い主） - KABA.ちゃん
- アニータ - 高橋が飼っているワニ

第5話「ワイロと父娘…謎の給料袋!?」
- 工藤初男（弁当屋「とりべん」の店主） - 小倉久寛
- 工藤静代（初男の娘） - 柳沢なな
- 酒田功（ラーメン店「月光」広尾店の元経営者） - 遠山俊也
- 内村（強盗に入られたラーメン店「月光」六本木本店の店主） - 正名僕蔵
- 遠見（ラーメン店「月光」のオーナー） - 中根徹
- 武川（鰻屋「浜中屋」の店主） - 大河内浩

第6話「連続放火激撮! スクープの女」
- 三崎由夏（新聞社の契約カメラマン） - 遠藤久美子
- 藤巻トメオ（六本木で露店を構える外国人） - 千太郎
- 福沢緑（部屋を放火された女性） - 大家由祐子
- 永瀬昇（花屋の男） - 本田大輔

第7話「プチ家出の罠…踊る捜査班長」
- 北村哲也（指名手配中の容疑者） - タカ・コンドー
- 日野舞子（ペットショップの店員で哲也の恋人） - 馬渕英里何
- 遠藤弥生（徳島から家出してきた少女） - 小林涼子
- 坂本珠子（弥生と一緒に上京してきた友人） - 横山香夢
- 竜崎靖（珠子と出会い系で出会った男） - 加藤陽平
- 町田（蕎麦屋の配達） - 岩見よしまさ
- 遠渡（渋谷南署の刑事） - 坂田雅彦
- 橘美帆（鳥居坂署少年課） - 大谷允保
- 大河内茂雄（鳥居坂署の設備係） - 石倉三郎

第8話「デカ失格誤認逮捕vsアリバイ」
- 二階堂幸洋（IT企業の社長） - 平久保雅史
- 島彩子（二階堂の恋人） - 久保内亜紀
- 最上多津男（強盗事件に使われた拳銃を拾ったという男） - 小市慢太郎
- 前川（最上が勤務する運送会社の経営者） - 佐々木健介
- 前川の妻（最上が勤務する運送会社の経営者） - 北斗晶

最終話「さらば友よ…涙の救出劇!」
- 小宮山琢磨（刺殺事件の容疑者） - 中村友也
- 小宮山静（琢磨の母） - 東てる美
- 保坂秀樹（本庁の監察官） - 片岡弘貴
- 高月竜太郎（極竜会の総長） - 大杉漣

## スタッフ
- 脚本 - 田子明弘、真部千晶、尾西兼一
- 音楽 - 佐橋俊彦
- 監督 - 阿部雄一、久野昌宏、道木広志、藤岡浩二郎
- 主題歌 - 清木場俊介「さよなら愛しい人よ…」（rhythm zone）[3]
- チーフプロデューサー - 松本基弘（テレビ朝日）
- プロデューサー - 稲垣健司（テレビ朝日）・目黒正之、河瀬光（東映）
- 制作 - テレビ朝日・東映

## 放送日程
- 第2話 - 第4話のオープニングはそれ以外の回とは異なり、クレジットタイトルで主要キャストの名前とともに六本木周辺の坂の名標がバックに映るという演出がなされている。登場順と各キャストの背景に映る坂は以下のとおり。
  - 仙道晴見（柴田恭兵）：鳥居坂
  - 姫野百合子（大塚寧々）：於多福坂
  - 田所守（石原良純）：狸坂
  - 越智由記夫（生田斗真）：芋洗坂
  - 南原亜紀（貫地谷しほり）：饂飩坂
  - 鵜飼遊佑（寺尾聰）：暗闇坂

| 放送回                                                         | 放送日  | サブタイトル                | 脚本     | 監督       | 視聴率 |
| -------------------------------------------------------------- | ------- | --------------------------- | -------- | ---------- | ------ |
| 1                                                              | 7月06日 | デカベヤに来た53才の新人    | 田子明弘 | 阿部雄一   | 14.3%  |
| 2                                                              | 7月13日 | 税金泥棒か? ダメ班長の夢    | 田子明弘 | 阿部雄一   | 11.0%  |
| 3                                                              | 7月20日 | 大きなお世話、小さな真心    | 真部千晶 | 久野昌宏   | 08.6%  |
| 4                                                              | 7月27日 | 沈黙の女・手紙の中の300万円 | 真部千晶 | 久野昌宏   | 11.3%  |
| 5                                                              | 8月10日 | ワイロと父娘…謎の給料袋!?   | 田子明弘 | 道木広志   | 11.0%  |
| 6                                                              | 8月24日 | 連続放火激撮! スクープの女  | 真部千晶 | 藤岡浩二郎 | 10.4%  |
| 7                                                              | 8月31日 | プチ家出の罠…踊る捜査班長   | 尾西兼一 | 藤岡浩二郎 | 07.1%  |
| 8                                                              | 9月07日 | デカ失格誤認逮捕vsアリバイ  | 真部千晶 | 久野昌宏   | 09.2%  |
| 9                                                              | 9月14日 | さらば友よ…涙の救出劇!      | 田子明弘 | 久野昌宏   | 10.2%  |
| 平均視聴率 10.3%（視聴率はビデオリサーチ調べ、関東地区・世帯） |         |                             |          |            |        |